# Forward secrecy
A forward secrecy vagy perfect forward secrecy egyes kulcsmegosztó algoritmusok azon tulajdonsága, hogy a munkamenet-kulcsok biztonsága nem sérül, ha az állandó kulcsot feltörik. A gyakorlatban ez azt jelenti, hogy ha a támadó lehallgatja és lementi a titkosított kommunikációt, majd később megszerzi a kommunikáló felek titkos kulcsait, nem képes a lementett anyagot visszafejteni. Ez úgy érhető el, hogy minden üzenetváltáshoz (munkamenethez) egy külön véletlen kulcsot generálnak; kevésbé biztonságos algoritmusok a munkamenet kulcsát az előző munkamenet kulcsából származtatják,
Elterjedtebb protokollok, amik bírnak ezzel a tulajdonsággal:
- a távoli bejelentkezésre használt SSH
- a biztonságos üzenetküldésre használt Off-the-Record Messaging
- a weboldalak biztonságos böngészésére használt Transport Layer Security (TLS) protokoll egyes változatai

A TLS használatakor számos algoritmus közül lehet választani; ezek közül némelyik (például az elliptikus Diffie-Hellman) perfect forward secrecy tulajdonságú, de a többség nem; a weboldalt kiszolgáló szerveren múlik, hogy melyik algoritmusokat részesíti előnyben. A gyakorlaban gyakran kevésbé biztonságos algoritmusokat használnak, mert az erőforrásigényük valamivel kisebb.
A közelmúltban számos IT-cég elkötelezte magát a perfect forward secrecy bevezetése mellett. Az NSA globális megfigyelő rendszerének 2013-as leleplezése tovább gyorsította ezt a folyamatot. A Google 2011, a Twitter 2013, a Wikipédia 2014 óta biztosítja a perfect forward secrecy-t, ha HTTPS protokollal kapcsolódik valaki az oldalaira.